# William Heneage Ogilvie
Sir William Heneage Ogilvie, FRCS, KBE, britanski general in kirurg, * 14. julij 1887, † 15. april 1971.
1. 1 2  Record #102746230 // Gemeinsame Normdatei — 2012—2016.
2. 1 2  Plarr's Lives of the Fellows